# Eamonn Toal
Eamonn Toal (* in Castleblayney, County Monaghan) ist ein irischer Sänger.

## Leben und Wirken
Toal lebte für einige Jahre in London, seit 1995 lebt er jedoch in Meath. Er besuchte die Gesangsschule Bel Canto School in Dublin. Beim Eurovision Song Contest 1995 war er Backgroundsänger beim irischen Teilnehmer Eddie Friel. Im Jahr 2000 wurde er dann selbst ausgewählt: Er gewann die Vorentscheidung und durfte daher zum Eurovision Song Contest 2000 in die Stadt Stockholm reisen. Mit seiner Ballade Millennium of Love erreichte er dort den sechsten Platz.
Als Solist oder mit The Eamonn Toal Band musiziert er weiterhin für Hochzeiten, Dinner oder Gala-Events.